# Графство Брегенц
Графство Брегенц (на немски: Grafschaft Bregenz) е графство през Средновековието от 1043 до 1160 г. Графовете са от род Удалрихинги с резиденция в Брегенц.
Хабсбургите носят титлата граф на Брегец до 1918 г. При тях графството е част от Предна Австрия, след Виенския конгрес е към Графство Тирол, от 1861 г. е имперско графство във Форарлберг до ликвидирането на Австро-Унгария 1918 г.

## Графове на Брегенц (Улрихи, 1043 до 1160)
- Улрих VI, † 950/957, граф в Брегенц, граф в Реция
- Улрих IX, † пр. 1079, граф на Брегенц, граф в Аргенгау и Нибелгау
- Улрих X, † 1097, граф на Брегенц; ∞ Берта графиня на Келмюнц, † сл. 1128, дъщеря на гегенкрал Рудолф фон Райнфелден
- Рудолф I, † 1160, граф на Брегенц, граф в Долна Реция, граф на Хур; ∞ I Ирмгард от Калв, дъщеря на Адалберт II фон Калв; ∞ II Вулфхилд Баварска, † сл. 1156, дъщеря на Хайнрих Черния, херцог на Бавария (Велфи)

Последният граф на Брегенц преписва собствеността си в графство Пфулендорф и пфалцграфство Тюбинген на графовете на Монтфорт.
Херцог Зигмунд, регент на Тирол, купува на 12 юли 1451 г. от Елизабет фон Хохберг половиния град и господството Брегенц. Другата половина е купена от Фердинанд I на 5 септември 1523 г. от Хуго от Монтфорт.